# 하홍도
하홍도(河弘度, 1593년 ~ 1666년)는 조선의 학자이다. 자는 중원, 호는 겸재, 본관은 진주이다.
일찍이 조식에게 《논어》를 배웠으며, 성균관에 들어가 여러 선비들의 존경을 받았다. 광해군 때 과거에 뜻을 버리고 학문에 힘쓰는 한편, 후배들을 양성하였다. 인조 때 여러 번 벼슬에 불렸으나 나가지 않았다. 그는 암천산에 살면서 집을 짓고 영귀대라고 이름붙였다. 1662년 암행어사로 내려온 남구만과 가까이 지내면서 예론에 대해서 토론하였다. 남구만은 그의 깊은 지식에 감탄하여 현종에게 아뢰니, 왕은 곡식을 하사하여 표창하였다. 저서로 《겸재집》 12권이 있다.